# هادی منتظری
هادی منتظری (زادهٔ ۱۳۳۴ کرمانشاه) آهنگساز و نوازنده کمانچه و ویلن اهل ایران است.

## زندگی‌نامه
هادی منتظری در سال ۱۳۳۴ در کرمانشاه متولد شد و به واسطهٔ علاقه‌ای که به موسیقی ایرانی داشت از همان اوایل کودکی هر جا که صدایی یا نوایی از موسیقی سنتی ایران به گوشش می‌رسید بی‌اختیار بدان سو کشیده می‌شد و به آن نوا گوش می‌سپرد تا اینکه توانست ویولنی را برای خودش تهیه کند و نزد نوازنده‌ای به نام محمود مرآتی شروع به فراگیری موسیقی نمود؛ و سال‌ها ویلن نوازی را ادامه داد.
وی پس از آشنایی با محمدرضا لطفی به پیشنهاد او در کنار نواختن ویلن ساز کمانچه را فرا می‌گیرد و با کمک مجتبی میرزاده ساز کمانچه‌ای برای خود تهیه می‌کند و از آن پس در اکثر محافل هنری و اجراهای زنده، کمانچه می‌نوازد و ویلن نوازی‌هایش کم و محدود به ضبط در استودیو می‌شود به‌طوری‌که وی را عمدتاً نوازنده کمانچه می‌دانند.
منتظری پس از دریافت دیپلم به دانشکده هنرهای زیبا راه می‌یابد و در رشته موسیقی سنتی ایران به‌طور علمی و عملی مشغول تحصیل می‌گردد و از وجود استادانی چون نورعلی خان برومند، جواد معروفی، مهدی برکشلی، محمدتقی مسعودیه، احمد پژمان، علی تجویدی، داریوش صفوت، محمدرضا لطفی، علی اصغر بهاری و محمدرضا شجریان بهره می‌گیرد و پایهٔ دانش موسیقی خود را بواسطهٔ ایشان محکم می‌کند. وی دارای نشان درجه یک هنری از وزارت فرهنگ و ارشاد است.
او باوجود اینکه به عنوان نوازنده و مدرس کمانچه شناخته شده‌است، به تدریس دوره‌های عالی موسیقی ایرانی برای ساز ویلن در مرکز حفظ و اشاعه موسیقی و آموزشگاه‌های موسیقی نیز مشغول می‌باشد. هادی منتظری کارمند رسمی مرکز سرود است و با صدا و سیما بعنوان نوازنده و آهنگساز همکاری می‌کند. او در طول سال‌ها فعالیت هنری خود برای شناساندن موسیقی سنتی ایران به همراه گروه‌های مختلف موسیقی به اجرا در کشورهای مختلف پرداخته‌است.
وی با خوانندگانی همچون: محمدرضا شجریان در گروه شیدا، شهرام ناظری، صدیق تعریف، هنگامه اخوان، سیما بینا، علیرضا افتخاری، حسین علیشاپور و… همکاری داشته‌است و نوازنده کمانچه در مندیر (آلبوم) موسیقی نواحی بختیاری است.